# Schola Armaturarum

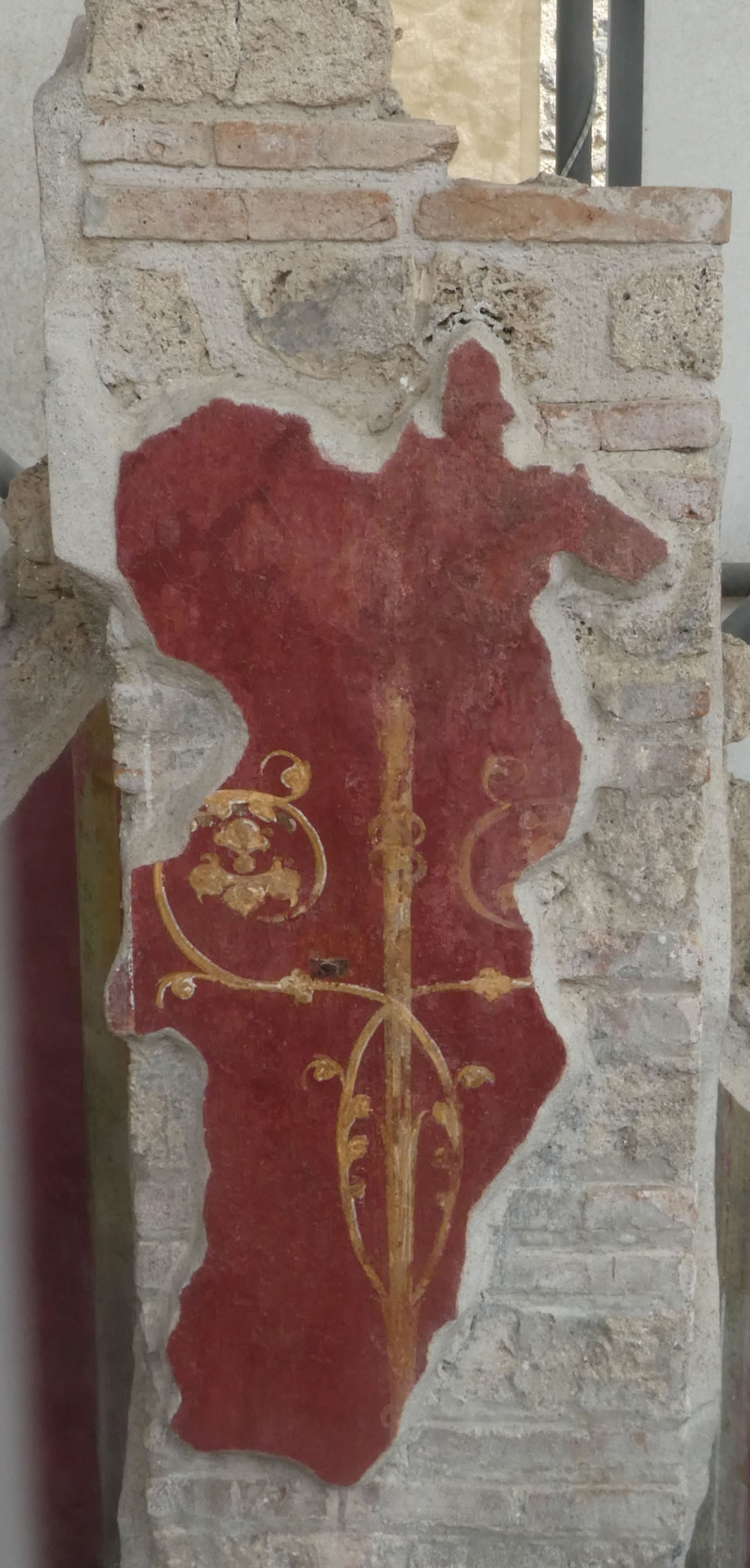
Wandmalerei in der Schola Armaturarum

Die Schola Armaturarum (fälschlich einst Schola Iuventutis) (III 3, 6) war ein Versammlungshaus in Pompeji. Es wurde  1915 durch Vittorio Spinazzola ausgegraben. Der Bau bestand aus einem Saal und einigen dahinter liegenden Räumen, die noch von einem Vorgängerbau stammen, als hier ein Privathaus stand. Die Schola Armaturarum diente kurz vor dem Untergang der Stadt wahrscheinlich als Versammlungsort einer militärischen Organisation. Bei den Ausgrabungen fanden sich zahlreiche Waffen, die einst auf Regalen entlang der Wände untergebracht waren. Das Holz der Regale war bei den Ausgrabungen schon weitestgehend vergangen, doch waren auf einer Wand noch Löcher für die Regale zu sehen. Der weite Eingang war einst mit einem hölzernen Gitter versperrt, das aufgrund von Gipsabgüssen rekonstruiert werden konnte. Das Holz des Gitters war schon lange vergangen, hinterließ aber einen Hohlraum, der bei den Ausgrabungen mit Gips gefüllt wurde. Die Pfeiler auf beiden Seiten des Eingangs waren mit Trophäen und Waffen bemalt. Auch im Inneren des Saales fanden sich Wandmalereien mit militärischen Abzeichen und Kandelabern.
1943 wurde die Schola bei einem Bombenangriff zusammen mit benachbarten Gebäuden beschädigt. Bei der Nachkriegs-Restaurierung wurde sie mit einem Betondach versehen. Nach dem Einsturz am 6. November 2010 wurde das Gebäude restauriert und 2017 mit einer Schautafelausstellung wieder für die Besucher zugänglich gemacht.